# 나이트 플라이트 (2005년 영화)
《나이트 플라이트》(영어: Red Eye)는 미국에서 제작된 웨스 크레이븐 감독의 2005년 심리 스릴러 영화이다. 호텔 매니저 리사 라이저트(레이철 매캐덤스 분)가 마이애미로 가는 새벽 비행기 안에서 암살 계획을 세운 테러리스트 잭슨 리프너(킬리언 머피 분)에게 협박을 받는 이야기이다.
2006년 제32회 새턴상에서 최우수 액션·모험·스릴러 영화상, 여우주연상(매캐덤스), 남우조연상(머피) 후보에 올랐다.

## 줄거리
리사는 텍사스주 댈러스에서 할머니 장례식에 참석한 후 댈러스 러브 필드에서 플로리다주 마이애미행 심야 비행기(red-eye flight)를 탄다. 체크인 줄에서 리사는 매력적인 남성 잭슨 리프너를 만난다. 탑승할 때 리사는 리프너가 자신과 같은 비행기를 타며 바로 옆자리인 것을 발견한다. 이륙 직후 리프너는 그가 국토 안보부 부장관인 찰스 키프를 암살하려는 테러리스트 집단을 위해서 일한다는 것을 밝힌다.
리사는 키프의 가족이 머무는 마이애미 럭스 애틀랜틱 호텔의 매니저이기에 암살 음모에 필수적이다. 계획은 근처 항구의 배에서 이동식 미사일 발사기를 호텔로 발사하는 것이다. 이를 실행하기 위해 리프너는 리사에게 비행기 위에서 호텔로 전화해 키프가 예약한 방을 항구를 향하고 있는 방으로 바꾸라고 강요한다. 리프너는 리사가 협조를 거부하면 사람을 시켜서 마이애미 자택에 있는 리사의 아버지 조를 죽이겠다고 협박한다.
리사는 조와 키프 둘 다 살릴 수 있는 방법을 찾으려고 노력한다. 첫 호텔 통화 시도에서 동료 신시아가 전화를 받자마자 연결이 끊어지자 리사는 그대로 혼잣말을 이어가며 방을 바꾸라고 명령을 하고 있는 것처럼 리프너를 속이려고 한다. 그 후 리사는 다른 승객들에게 위험을 알리려 하지만 실패한다. 결국 리사는 다시 통화가 연결된 신시아에게 키프를 표적인 방으로 옮기게 한다. 리사는 리프너에게 조의 집 앞에 대기 중인 청부 살인 업자를 물러나게 하라고 요구하지만 리프너는 키프 암살이 이루어질 때까지 기다리라고 한다.
비행기가 마이애미 국제공항에 착륙하자 리사는 리프너를 볼펜으로 공격하고 그의 전화를 빼앗아서 비행기를 나와서 터미널로 도망간다. 리프너와 공항 직원들의 추격을 가까스로 피하면서 밖으로 나온 리사는 근처에 있던 SUV를 훔쳐탄다. 리사는 다시 호텔에 전화해서 신시아에게 위험을 알린다. 신시아는 화재 경보를 켜서 사람들을 건물에서 대피시키는 한편 표적이 된 방에 있던 키프와 그의 가족에게 경고를 하려고 서두른다. 키프와 비밀경호국 요원들은 미사일이 도착하기 몇 초 전 방에서 탈출하는데 성공한다.
리사는 운전을 하며 조에게 전화를 하지만 휴대폰 전원이 꺼져버린다. 서둘러 조의 집에 간 리사는 밖에서 대기하고 있던 청부 살인 업자를 차로 들이받는다. 안에 무사히 있던 조는 911에 전화했다고 말한다. 리사가 호텔에 전화해 확인하는 사이 리프너가 도착해 조를 기절시킨다. 리프너는 칼을 들고 리사를 위협하고 계단 아래로 던져버린다. 리사는 바닥에서 죽은 청부 살인 업자의 총을 집어서 리프너를 위협한다. 도망치려고 하는 리프너에게 리사가 총을 쏜 뒤 리프너는 리사의 총을 뺏고 공격하지만 정신을 되찾은 조가 리프너에게 총을 쏜다. 경찰이 도착하고 리프너는 쓰러진다. 후에 호텔에서 키프가 리사와 신시아에게 다가와 그와 가족을 암살로부터 지켜준 것에 대해 감사한다.

## 출연
- 레이철 매캐덤스 - 리사 헨리에타 라이저트 역
- 킬리언 머피 - 잭슨 "잭" 리프너 역
- 브라이언 콕스 - 조지프 "조" 라이저트 역
- 제이마 메이스 - 신시아 역
- 잭 스컬리아 - 국토 안보부 부장관 찰스 키프 역
- 로버트 파인 - 밥 테일러 역
- 테리사 프레스마크스 - 메리앤 테일러 역
- 앤절라 페이턴 - 친절한 여성 역
- 수지 플랙슨 - 상급 승무원 역
- 로라 존슨 - 금발 여성 역
- 맥스 캐시 - 헤드폰을 쓴 아이 역
- 카일 갤너 - 헤드폰을 쓴 아이의 동생 역
- 브리트니 오크스 - 리베카 역
- 베스 투산트 - 리디아 키프 역
- 콜비 도널드슨 - 키프의 경호대장 역
- 제니 웨이드 - 커피숍 여성 역

## 반응

### 비평
로튼 토마토에서 186개의 평을 바탕으로 79%의 대체로 좋은 평가를 받았으며, 총평은 "좋은 연기와 크레이븐 감독의 탄탄한 연출이 곁들여진 《나이트 플라이트》는 빠르고 경제적인 스릴러"라고 언급하였다. 메타크리틱은 36개의 리뷰를 바탕으로 71%의 점수를 주었으며 이는 대체로 호평을 받았음을 의미한다.
평단은 또한 주연인 레이철 매캐덤스와 킬리언 머피의 연기도 호평했다. 로저 이버트는 평론에서 매캐덤스의 "연기가 현실적이었기 때문에 실감나고 액션이 가중되어도 그럴듯하게 보였다"고 평가했다. 그는 또한 머피가 "인물성을 잘 조율했으며", 매캐덤스와 머피가 "서로 빛을 발했다"고 말했다. 워싱턴 포스트, 롤링 스톤, 엔터테인먼트 위클리, LA 타임스, 뉴욕 타임스, 시카고 선타임스 등 많은 잡지와 신문으로부터도 높은 평가를 받았다.

### 흥행
영화는 북미에서 예산의 두 배인 57,891,803 달러를 벌여들였고 해외에서 37,685,971 달러를 추가로 벌어들이면서 총 수입이 95,577,774 달러가 되었다.

## 우리말 녹음
SBS 성우진 (2008년 1월 11일)
- 윤여진 - 리사 라이저트(레이철 매캐덤스)
- 양석정 - 잭슨 리프너(킬리언 머피)
- 장광 - 조지프 "조" 라이저트(브라이언 콕스)
- 정현경 - 신시아(제이마 메이스)
- 박상일 - 국토 안보부 부장관 찰스 키프(잭 스컬리아)
- 최한 - 기장(톰 엘킨스) / 항공 손님 / 해경 / 테러범
- 안정현 - 항공 손님(앤절라 페이턴)
- 신상숙 - 승무원(수지 플랙슨) / 항공 손님
- 박찬희 - 남학생(카일 갤너) / TV 방송 / 경호원 / 테러범
- 이원찬 - 남학생(맥스 캐시) / TV 방송 / 경호원
- 임주현 - 호텔 손님(테리사 프레스마크스) / 항공 손님 / 리베카의 엄마
- 조현정 - 리베카(브리트니 오크스)
- 홍진욱 - 호텔 손님(로버트 파인) / 테러범 / 경호원